# 한국고양이
한국고양이(韓國-)는 한국에서 살아가고 있는 도메스틱 쇼트헤어를 지칭하는 표현중 하나이며 한국의 야생에서 살아가는 고양이를 의미한다. 코리안 쇼트헤어라고도 불린다. 아메리카 쇼트헤어와 브리티시 쇼트헤어등의 명칭을 참고해 한국에서 활동하고 있다는 이유만으로 코리안 쇼트헤어라고 부르는 경우가 존재하나, 한국의 야생에서 살아가는 들고양이들은 전세계적으로 분포되어있는 도메스틱 쇼트헤어와의 유전적 차이가 존재하지 않는다. 다시 말해, 한국에 분포되어있는 대부분의 들고양이는 도메스틱 쇼트헤어이다.
대부분의 경우 털은 풍성하지 않으며, 길이는 짧은 편에 속한다. 털의 색은 다양하며 흰색, 검정색, 황갈색이 대표적인 색깔이다. 대한민국 기준 고양이를 키우는 사람 중 20.6%가 한국고양이를 키운다.